# Natpis Um-Laisun
Natpis Um-Laisun (gruz. უმ ლეისუნის წარწერა) starogruzijski je vapnenački nadgrobni natpis napisan gruzijskim pismom Asomtavruli. Otkriven je 2002. godine, na ponovo obnovljenim iskopima iz 1996. godine, u gruzijskom samostanu iz bizantskog razdoblja. On se nalazi u susjedstvu Um-Laisuna, južni dio Sur Bahera, 4,5 km jugoistočno od Starog grada Jeruzalema. Pronađen je u grobnoj kripti ispod polikromiranog mozaičnog poda.
Ukupno je u kripti otkriveno oko 24 ukopa. Prema ljudskim kosturima, svi su bili odrasli muškarci, kao što se moglo očekivati u samostanu. Stanar najvažnije grobnice identificirane gruzijskim natpisom bio je "gruzijski biskup Iohane" (Ivan na starogruzijskom), koji je ujedno bio i najstariji i njegova je dob naglasila njegov poseban status. Kad je umro, imao je 66 ili 67 godina i bolovao je od osteoporoze. Natpis je najraniji poznati primjer za etnonim ႵႠႰႧႥႤႪႨ (kartveli tj. Gruzijac) na bilo kojem arheološkom artefaktu, kako u Svetoj Zemlji, tako i u Gruziji.
Natpis pokriva površinu od 81 × 49 cm usječenu u nadgrobni spomenik. Datira se na kraj 5. ili prvu polovicu 6. stoljeća nove ere. Natpis se čuva u Arheološkom vrtu Knesseta.

## Natpis
»
ႤႱႤႱႠႫႠႰႾႭჂ

ႨႭჀႠႬႤႴႭჃႰ

ႲႠႥႤႪႤႮႨႱႩႭႮႭ

ႱႨႱႠჂႵႠႰႧႥႤ

ႪႨႱႠჂ«
- Prijevod: Ovo je grob Ivana, biskupa Purtavija, Gruzijca.